# 平田兼三
平田 兼三（ひらた かねぞう、1894年（明治27年）3月4日 - 1976年（昭和51年）10月1日）は劇作家である。
本名 兼三郎。前進座の初代市川祥之助（沢潟屋）は実子。
京華商業学校卒業。歌舞伎の作者部屋にあり竹柴兼三を名のる。1925年雑誌『歌舞伎』が、筋書きを示しての脚本募集をした際、木村錦花があらすじを書いた「研辰の討たれ」を脚色して一席となった。上演して好評だったため、続編「稽古中の研辰」、「恋の研辰」を書くが、「恋の研辰」は兼三の書いたものが大谷竹次郎の気に入らず、川尻清潭が書き直したがこれは二代市川猿之助が気に入らず、錦花が書き直した。
1931年（昭和6年）に劇団前進座が創立されるとその座付作家・演出家となる。主な作品（改訂を含む）に「左の腕」・「俊寛」・「生き返った法界坊」などがある。

## 著書
- 『歌舞伎演出論』平田兼三郎 室戸書房　1943
- 「研辰の討たれ」『日本戯曲全集』木村錦花篇

## 註
1. ↑  『猿翁』
東京書房　1964